# Neville Duke
Pour les articles homonymes, voir Duke.
Neville Frederick Duke, né le 11 janvier 1922 à Tonbridge et mort le 7 avril 2007 à Brackley, est un aviateur de la Royal Air Force (RAF) et pilote d'essai britannique.
Durant la Seconde Guerre mondiale, il est l'un des pilotes occidentaux avec le plus de victoires sur le théâtre méditerranéen, étant crédité de la destruction de 27 avions ennemis.
Devenu pilote d'essai, en 1953, il est notamment le détenteur du record du monde de vitesse aérienne lorsqu'il dépasse la marque de 1 171,01 km/h sur un Hawker Hunter au-dessus de Littlehampton.